# Velodrom Tula

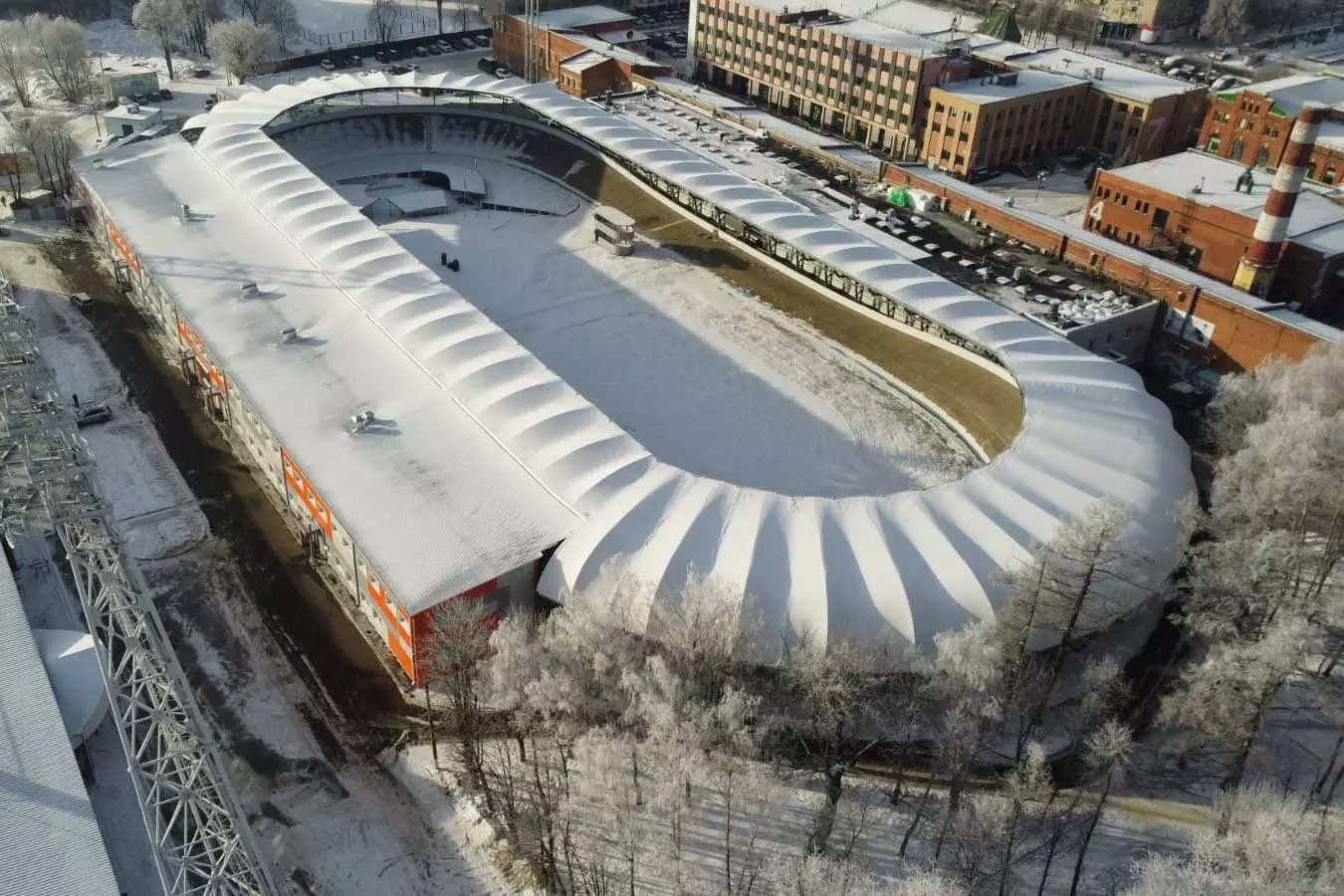
Außenansicht des Velodrom Tula; Quelle [http://www.tularegion.ru tularegion.ru

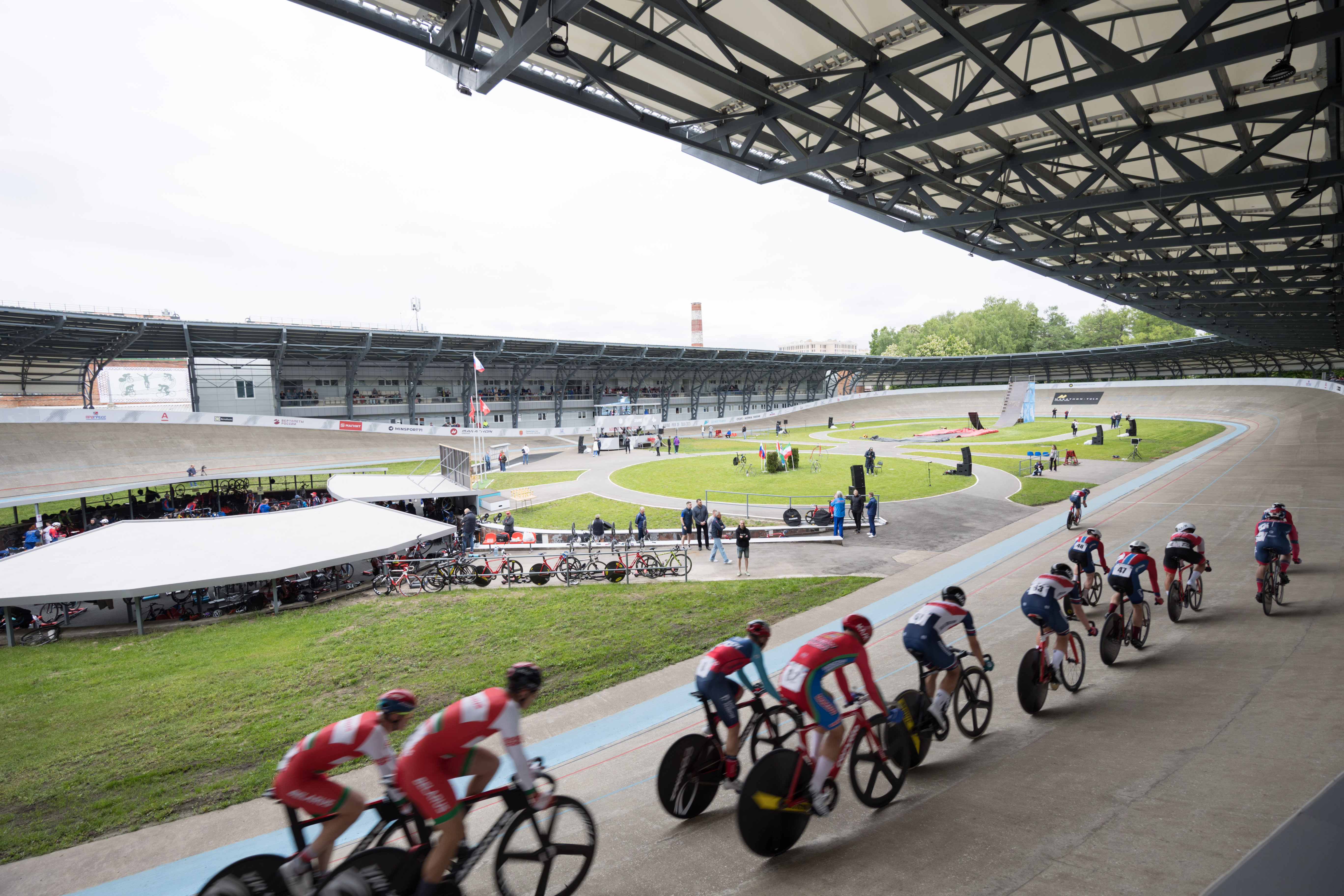
Innenansicht des Velodrom Tula

Das Velodrom Tula  (russisch Тульский велотрек Tulski velotrek oder велотрек Тула welotrek Tula) ist eine Radrennbahn im russischen Tula. Sie gehört zum Sportkomplex im Umfeld des Arsenal-Stadions.

## Geschichte und Beschreibung
Das Velodrom Tula wurde am 1. September 1896 eröffnet und ist damit die älteste Radrennbahn Russlands. Nach der Oktoberrevolution war das Velodrom bis 1924 die einzige intakte Radrennbahn der Sowjetunion. Bereits 1918 wurden dort die ersten nationalen Meisterschaften der Sowjetunion ausgetragen. Im Zweiten Weltkrieg wurde das Velodrom im Zuge der Schlacht um Tula beschädigt und 1945 wiederhergestellt. Seit 1967 ist die Radrennbahn Austragungsort des Großen Preisen der Stadt Tula.
Während seines Betriebes wurde das Velodrom mehrfach (1910, 1939, 1953, 1984–1986) umgebaut. Die letzte Modernisierung erfolgte von 2020 bis 2022. Dabei erhielt die Bahn erstmals ein Dach sowie ein Funktionsgebäude mit Trainingsräumen, Werkstatt, Sanitäranlagen und Unterkünften. Auf der Zuschauertribüne wurden 500 Sitzplätze eingerichtet. Die Kosten für den Umbau beliefen sich auf insgesamt 349 Millionen Rubel.
Das Velodrom ist die Heimbahn mehrerer Sportvereine aus der Region von Tula, die Weltmeister und Olympiasieger gestellt haben, unter anderem Ljubow Kotschetowa, Sergei Kopylow, Walentina Sawina und Olga Sljussarewa. 2017 wurde im Zuge der angekündigten Modernisierung das Bahnradsportteam Marathon Tula ins Leben gerufen, das die Olympia-Dritte von Tokio und Europameisterin von 2021 Gulnas Chatunzewa hervorgebracht hat.
Das Velodrom Tula ist eine Freiluftbahn, die eigentliche Bahn und die Zuschauertribüne sind überdacht. Die Bahn selbst ist aus Beton und hat eine Länge von 333,33 Metern und eine Breite von neun Metern. Die Überhöhung beträgt 39 Grad in den Kurven und 10 Grad auf den Geraden. Auf den Zuschauertribünen ist Platz für rund 3.000 Zuschauer.